# Citeringsdatabas
Citeringsdatabaser används främst inom högskole- och forskningsvärlden. Citering åsyftar här inte citat i ordets svenska betydelse, utan källhänvisning (eng. citation). En citeringsdatabas är ett register över vilka artiklar (exempelvis examensrapporter, konferenspublikationer, patent och journalartiklar) och författare som hänvisar till en viss artikel eller författare. Detta kan användas för citeringsanalys, vilket är en viktig metod inom bibliometri, exempelvis för att ranka hur betydelsefull en viss vetenskaplig artikel, forskare eller tidskrift är. Bibliometriska mått som antal publikationer, antal citeringar, publikationernas påverkansfaktor (impact factor) och h-index kan ha stor betydelse vid ansökningar om forskningsmedel och akademiska tjänster. 
En databas som upptäcker fraser och textblock som citerats ordagrant ur olika källor kallas istället plagiatkontrollsystem.

## Fria citeringsdatabaser
- Google Scholar - länkar både till fria publikationer och till databaser som kräver prenumeration.
- CiteSeer.IST  - citationsindex för vetenskapliga publikationer som är fritt tillgängliga på nätet.

## Kommersiella citeringsdatabaser
Följande databaser kräver prenumeration. Många universitetsbibliotek, fackbibliotek på landsting, med mera, ger studenter och personal tillgång till dessa. 
- Web of science/Journal Citation reports på ISI Web of knowledge
- Scopus
- Art&Humanities Citation Index
- Science Citation Index Expanded